# Amsler-Gitter

So erscheint ein Amsler-Gitter mit normalem zentralen Gesichtsfeld.

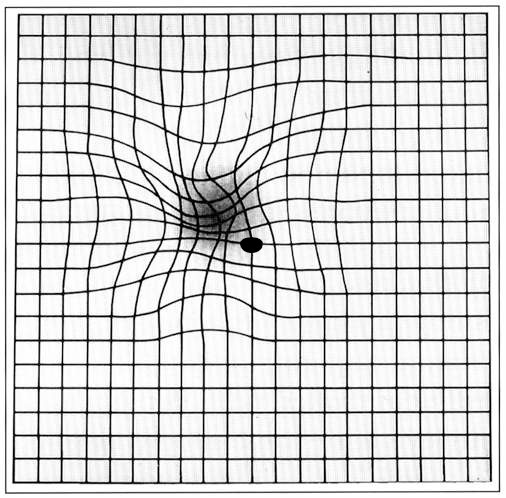
So könnte ein Amsler-Gitter mit altersbedingter Makuladegeneration erscheinen.

Das Amsler-Gitter oder Amsler-Netz ist in der Augenheilkunde ein einfacher Funktionstest, mit dem sich die zentralen Gesichtsfeldbereiche des Auges prüfen lassen. Er wurde von dem Schweizer Augenarzt Marc Amsler erfunden. Ein sehr ähnliches Prüfbild hatte auch schon 1752 der englische Augenoptiker James Ayscough vorgestellt, welches jedoch nicht der Diagnose zentraler Gesichtsfelddefekte diente.

## Anwendung
Mit der Verbreitung und technischen Verbesserung moderner Perimeter hat das Amsler-Gitter heute allenfalls den Stellenwert eines Selbsttests für Patienten, ggf. einer schnellen Screening-Methode zur überschlägigen Ermittlung zentraler Gesichtsfeldausfälle, zum Beispiel bei altersbedingter Makuladegeneration oder anderen exsudativen oder degenerativen Prozessen in der Netzhautmitte. Es lässt keine wesentlichen und detaillierten Beurteilungen des Gesichtsfeldes bspw. hinsichtlich der Skotomtiefe zu. Der Test selbst besteht aus einem etwa 40 cm × 40 cm großen quadratischen Rastergitter mit einem Punkt in der Mitte, der während der monokularen Prüfung fixiert werden muss. Das jeweils andere Auge wird mit der flachen Hand oder einer Augenklappe vollständig abgedeckt. Die Prüfdistanz beträgt etwa 40–50 cm. Bei entsprechenden Befunden wird der Proband scheinbare „Löcher“ im Raster oder „dunkle Stellen“ in dem Gittermuster bemerken können, ggf. auch Wellen oder Verkrümmungen der Rasterlinien (Metamorphopsien). Des Weiteren können größere zentrale Verschattungen festgestellt werden. Solche Wahrnehmungen sollten stets zu einer sofortigen augenärztlichen Kontrolle führen. Aber auch eine vollkommen normale Wahrnehmung des Amsler-Gitters schließt zentrale oder gar periphere Gesichtsfelddefekte nicht gänzlich aus.
Zum Selbsttest können Amsler-Gitter auch aus dem Internet heruntergeladen bzw. ausgedruckt werden.